# Thomas A. Ruhk
Thomas A. Ruhk (* 30. Januar 1973) ist ein deutscher Schriftsteller.

## Leben
Ruhk besuchte die Realschule in Idar-Oberstein, absolvierte dann seinen Wehrdienst und machte anschließend eine kaufmännische Lehre. Mit zwölf Jahren schrieb er erste eigene Erzählungen, die sich um die Masters-of-the-Universe-Action-Figuren drehten. 1989 erschien seine Kurzgeschichte Im Reich des Schreckens in Band 129 der dritten Auflage der Romanserie Geisterjäger John Sinclair, im Jahr 2001 erschienen in dieser Reihe zwei weitere Kurzgeschichten. Im Jahr 2007 wurde sein erster Roman Strohbär im Pandion-Verlag veröffentlicht, 2008 folgte Totenbaum, 2010 Zonenkrieger und 2013 Maskentanz. Diese vier Kriminalromane mit dem Protagonisten Finn Steinmann spielen in seiner Heimat, dem Landkreis Birkenfeld.
Thomas A. Ruhk wohnt mit seiner Frau und seinen Kindern in Mackenrodt.

## Werke
- Strohbär (2007) – ISBN 978-3-934524-90-3
- Totenbaum (2008) – ISBN 978-3-934524-96-5
- Zonenkrieger (2010) – ISBN 978-3-86911-018-9
- Maskentanz (2013) – ISBN 978-3-86911-058-5